# Come Undone
Come Undone är en låt av den brittiska gruppen Duran Duran. Den utgavs i mars 1993 som den andra singeln från albumet Duran Duran och som deras tjugofjärde singel totalt. 
Efter att den föregående singeln Ordinary World återetablerat gruppen på topplistorna blev Come Undone en ny framgång. Den blev deras andra raka topp 10-hit på Billboard Hot 100 i USA och en stor hit i flera andra länder. Den låg åtta veckor på brittiska singellistan med som högst en 13:e plats och fyra veckor på Sverigetopplistan med som bäst en 21:a plats. Låten låg fem veckor på Trackslistan med som högst en 7:e plats i maj 1993.
Musiken till låten skrevs av Nick Rhodes och gitarristen Warren Cuccurullo och var enligt den senare ursprungligen tänkt till ett annat projekt, men när sångaren Simon Le Bon hörde och gillade låten skrev han en text till den direkt. Gruppens basist John Taylor medverkade inte på inspelningen av låten, men han är med i musikvideon. Videon är regisserad av Julien Temple och inspelad  på London Aquarium.
Låten har givits ut i tolv olika officiella remixversioner och med olika b-sidor och bonusspår på de brittiska och amerikanska utgåvorna.

## Utgåvor och låtförteckning
| 7"Parlophone DD 17 (UK) 1. "Come Undone (Edit)" – 4:15 2. "Ordinary World (Acoustic Version)" – 5:05 7"Capitol S7-17316 (US) 1. "Come Undone" – 4:31 2. "Skin Trade" – 4:25 MCCapitol 4KM 44918 4 (US) 1. "Come Undone (Album Version)" – 4:31 2. "Come Undone (Mix 2 Master)" – 5:26 3. "Time for Temptation" – 4:07 CDParlophone CD DDS 17 (UK) 1. "Come Undone (Edit)" – 4:15 2. "Ordinary World (Acoustic Version)" – 5:05 3. "Come Undone (FGI Phumpin' 12")" – 8:14 4. "Come Undone (La Fin de Siècle)" – 5:25 - Utgiven i 2-CD ask som även innehåller CD DDP 17. CDParlophone CD DDP 17 (UK) 1. "Come Undone" – 4:31 2. "Rio" – 5:33 3. "Is There Something I Should Know?" – 4:05 4. "A View to a Kill" – 3:33 - Utgiven som bildskiva. CDCapitol C2 0777 7 15969 2 6 (US) 1. "Come Undone (LP Version)" – 4:41 2. "Come Undone (Mix 1 Master)" – 7:23 3. "Skin Trade (Parisian Mix)" – 8:10 4. "Stop Dead" – 4:32 | CDCapitol C2 0777 7 15981 2 8 (US: "Come Undone 2") 1. "Come Undone (US Remix)" – 4:20 2. "Falling Angel" – 3:54 3. "To the Shore" [alternate version] – 4:03 4. "The Chauffeur" ["Blue Silver" version] – 3:50 - "US Remix" är egentligen "Churban Mix" CDCapitol DPRO-79660 (US - Promo) 1. "Come Undone (Edit)" – 4:15 2. "Come Undone (Mix 2 Master)" – 5:26 3. "Come Undone (La Fin de Siècle)" – 5:25 4. "Come Undone (Album Version)" – 4:41 CDCapitol DPRO-79749 (US - Promo: "The Churban Mixes") 1. "Come Undone (Churban Remix)" – 4:17 2. "Come Undone (12" Dub Mix)" – 5:57 3. "Come Undone (Dub Mix)" – 5:04 CDUtgiven som del av Singles Box Set 1986-1995. 1. "Come Undone (Edit)" – 4:15 2. "Ordinary World (Acoustic Version)" – 5:05 3. "Come Undone (FGI Phumpin' 12")" – 8:14 4. "Come Undone (La Fin de Siècle)" – 5:25 5. "Come Undone (Album Version)" – 4:31 6. "Rio" – 5:33 7. "Is There Something I Should Know?" – 4:05 8. "A View to a Kill," – 3:33 |

## Medverkande
Duran Duran:
- Simon Le Bon - sång
- Nick Rhodes - keyboards, synthbas
- Warren Cuccurullo - gitarr, sång

Övriga:
- John Jones - trummor, basgitarr, keyboards, sång
- Tessa Niles - bakgrundssång

John Taylor medverkade inte på inspelningen av låten trots att han var medlem av gruppen.